# برایان شلتن
 برایان شلتن (انگلیسی: Bryan Shelton؛ زاده ۲۲ دسامبر ۱۹۶۵) یک تنیس‌باز اهل ایالات متحده آمریکا است.